# Pont-de-l'Arche
 Pont-de-l'Arche  es una población y comuna francesa, en la región de Alta Normandía, departamento de Eure, en el distrito de Les Andelys. Es el chef-lieu del cantón de su nombre.

## Demografía
| 1 639 | 1 480 | 1 514 | 1 486 | 1 687 | 1 674 | 1 755 | 1 815 | 1 699 | 1 661 | 1 643 | 1 617 | 1 618 | 1 711 | 1 789 | 1 752 | 1 867 | 1 890 | 1 859 | 1 921 | 1 845 | 1 808 | 1 907 | 1 913 | 2 025 | 2 118 | 2308 | 2737 | 2883 | 2456 | 3022 | 3499 | 3898 |
| Para los censos de 1962 a 1999 la población legal corresponde a la población sin duplicidades (Fuente: INSEE [Consultar]) |       |       |       |       |       |       |       |       |       |       |       |       |       |       |       |       |       |       |       |       |       |       |       |       |       |      |      |      |      |      |      |      |

Gráfico de la evolución de la población entre 1794 y 1999

## Administración

### Entidades intercomunales
Pont-de-l'Arche está integrada en la Communauté d'agglomération Seine-Eure . Además forma parte de diversos sindicatos intercomunales para la prestación de diversos servicios públicos:
- Syndicat du secteur scolaire de Pont-de_l'Arche .
- Syndicat de l'électricité et du gaz de l'Eure (SIEGE) .
- Syndicat de l'école de musique et de danse de Pont de l'Arche ERIK SATIE .

### Riesgos
La prefectura del departamento de Eure incluye la comuna en la previsión de riesgos mayores  por:
- Riesgo de inundaciones .
- Riesgos derivados del transporte de mercancías peligrosas.
- Riesgos derivados de actividades industriales.